# 운곡서원 (경주시)
운곡서원 (경주시)(雲谷書院)은 대한민국 경상북도 경주시에 위치한 조선 시대의 서원이다. 1784년에 창건되었으며, 권행(權幸), 권산해(權山海), 권덕린(權德麟)을 제향하고 있다.